# Sonderdruck
Sonderdrucke oder Separata, im Deutschen teilweise auch als Reprint (im Englischen als Offprint oder Reprint) bezeichnet, sind die Einzeldrucke eines Zeitschriftenartikels oder eines Beitrags in einem Sammelwerk. Sie dienen dem Autor als Belegexemplar und zum Versand an interessierte Fachkollegen. Sonderdrucke waren bis ins 21. Jahrhundert bei vielen Verlagen üblich. Heute sind sie weitgehend durch elektronische Versionen der Beiträge ersetzt. Üblicherweise entsprechen sie in Layout und der Seitenzählung der eigentlichen Publikation, im frühen 20. Jahrhundert war es jedoch teilweise gebräuchlich, sie mit einer gesonderten Seitenzählung zu versehen.
Viele Fachzeitschriften stellten den Autoren eine gewisse Anzahl von Sonderdrucken (etwa 20–50) kostenlos zur Verfügung; manche renommierten Periodika verlangten dafür eine Gebühr, etwa wenn die Abbildungen nicht schwarz-weiß, sondern farbig gedruckt werden sollten.
Im Gegensatz zum Separatum wird der Vorausdruck eines einzelnen Artikels Preprint genannt; diese Bezeichnung ist auch für Reproduktionen des Layout-Manuskripts gebräuchlich. In digitaler Form (elektronische Publikation) spricht man von Eprints – bzw. von Postprints, wenn sie den publizierten Text umfassen.
Sonderdrucke zählen zur sog. „unselbständigen Literatur“. Sie werden – im Gegensatz zu den einzelnen Zeitschriften- oder Tagungsbänden – von den Bibliotheken in der Regel nicht katalogisiert, sondern sind nur über Datenbanken und allenfalls über Bibliografien recherchierbar. Dennoch sind viele Sonderdrucke durch verschiedene Initiativen von Spezialbibliotheken katalogisiert, etwa im Verbund juristischer Bibliotheken und Hochschulen. Ebenso werden in wissenschaftlichen Bibliotheken mit historischem Druckschriftenbestand alle vorhandenen Drucke und damit auch im Bestand vorhandene historische Sonderdrucke katalogisiert. Mit der Zunahme elektronischer Publikationen hat die Unterscheidung zwischen selbständiger und unselbständiger Literatur an Bedeutung verloren.